# Francis William Newman
Francis William Newman, född den 27 juni 1805, död den 4 oktober 1897, var en brittisk polyhistor, bror till John Henry Newman.
Newman lämnade på grund av religionsbetänkligheter 1830 sitt fellowship vid Balliol College i Oxford och begav sig till Bagdad som missionsassistent; även detta kall uppgav han (1833), då han ej kunde i allo dela den anglikanska kyrkans åsikter. År 1840 blev Newman professor i latin vid Manchester New College i Oxford och var 1846–69 professor i romersk litteratur vid University College i London. 
Hans lärdom var kolossal: en hel mängd språk, levande och döda, historia, teologi, matematik bemästrade han, och politik och nationalekonomi var honom välbekanta. Emellertid var han utan allt sinne för humor och kvickhet, vilket stundom gjorde honom till skottavla för andras skämt, trots att han alltid åtnjöt den största aktning. Newman kämpade i sina religionsfilosofiska skrifter för förnuftstro och humanitära strävanden.